# بخش بنینگتون، شهرستان موور، مینه سوتا
بخش بنینگتون (به انگلیسی: Bennington Township) یک منطقهٔ مسکونی در ایالات متحده آمریکا است که در شهرستان مور، مینه‌سوتا واقع شده‌است.
 بخش بنینگتون ۹۳٫۶ کیلومتر مربع مساحت و ۱۷۸ نفر جمعیت دارد و ۴۲۱ متر بالاتر از سطح دریا واقع شده‌است.